# Agrilinus monicae
Agrilinus monicae är en skalbaggsart som beskrevs av Zdzisława Stebnicka 1981. Agrilinus monicae ingår i släktet Agrilinus och familjen Aphodiidae. Inga underarter finns listade i Catalogue of Life.